# Viktoria
Viktoria je četrnaesti studijski album švedskog black metal-sastava Marduk objavljen 22. lipnja 2018., a objavila ga je diskografska kuća Century Media Records. Posljednji je Mardukov album s Magnusom Anderssonom i Fredrikom Widigsom. 
Drugi je Mardukov konceptualni album. Teme teksta ponovno su utemeljene na ratu, ovaj put na Drugom svjetskom ratu, što je bio slučaj i na prijašnjem albumu Frontschwein.

## Popis pjesama
| 1.    | »Werwolf«              | 2:02 |
| 2.    | »June 44«              | 3:49 |
| 3.    | »Equestrian Bloodlust« | 2:51 |
| 4.    | »Tiger I«              | 4:12 |
| 5.    | »Narva«                | 4:31 |
| 6.    | »The Last Fallen«      | 4:25 |
| 7.    | »Viktoria«             | 3:06 |
| 8.    | »The Devil's Song«     | 3:46 |
| 9.    | »Silent Night«         | 4:12 |
| 32:54 |                        |      |

## Zasluge
Marduk
- M. Håkansson - gitara
- M. "Devo" Andersson - bas-gitara, inženjer zvuka
- D. "Mortuus" Rostén - vokali
- F. Widigs - bubnjevi

Dodatni glazbenici
- Ella Thornell - vokali (na pjesmi "Werwolf")
- Moa Asp - vokali (na pjesmi "Werwolf")
- Tuva Ekstrand - vokali (na pjesmi "Werwolf")

Ostalo osoblje
- Jens Rydén - fotografije
- Holy Poison Design - grafički dizajn